# Erannis brunnescens
Erannis brunnescens är en fjärilsart som beskrevs av Hans Rebel 1910. Erannis brunnescens ingår i släktet Erannis och familjen mätare. Inga underarter finns listade i Catalogue of Life.